# Collón Curá megye
Collón Curá egy megye Argentína nyugati részén, Neuquén tartományban. Székhelye Piedra del Águila.

## Népesség
A megye népessége a közelmúltban a következőképpen változott:
| Év   | Lakosság |
| ---- | -------- |
| 2001 | 4360     |
| 2010 | 4532     |